# Кенсур Агван Нима
Кенсу́р Ринпо́че Геше́ Лхара́мба Агва́н Нима́ (бур. Сэдэндоржын Агбаан Нима) (1907—1990) — видный деятель тибетского буддизма, преподаватель буддийского учения, настоятель Гоман-дацана монастыря Дрепунг с 1978 по 1980 год.

## Биография
Агван Нима родился в селе Дабата Верхнеудинского округа Забайкальской области в 1907 году.

### В начале пути
Когда мальчику исполнилось 7 лет, его родители, отец Сэдэндоржо и мать Сэжэдма, отдают его в банди дацана «Гандандаржалинг» (Ацагатский дацан) в селе Шулуута (в настоящее время — село Нарын-Ацагат Заиграевского района Бурятии). В возрасте 8 лет Агван Нима получает посвящение в хувараки от настоятеля дацана Чимэддорж-ламы. В 14 лет начал изучать дисциплину Чойра под руководством наставника лхарамба-ламы.
Способного ученика заметил Агван Доржиев, который посоветовал ему ехать в Тибет для продолжения образования у лучших преподавателей буддийского учения.

### В Тибете
15-летний Агван Нима отправляется в далёкий путь. В Тибете он вошёл в монастырскую общину Гоман дацана престижного университета Дрепунг. Осенью 1923 года он поступает на философский факультет Гоман дацана. Здесь Агван Нима изучает буддийскую философии у двух монгольских лам — гэбшэ Жамьянчойнпэла и Холх-гэбшэ Лубсанданша.
Во время учёбы на факультете бурятский монах вёл оживленные дискуссии по основным положениям изучаемых текстов со своими коллегами. Подобные дискуссии являются учебной дисциплиной в тибетском буддизме. В результате виртуозного владения искусством финального экзаменационного диспута, Агван Ниме присваивается учёная степень Геше, доктора буддийской философии. Также Агван-Нима удостоился от Его Святейшества Далай Ламы XIII высшего монашеского посвящения «Гелонг».
Здесь Агван Нима принимает монашество, которое является главным условием для глубокого и полного постижения теории и практики буддийского учения — Дхармы.
После завершения учёбы Агван Нима начинает преподавать в Гоман дацане. У него было большое количество учеников и последователей, которых он обучал Дхарме.
В 1950 году армия КНР вторгается в Тибет и к 1959 году китайские войска полностью оккупируют страну. Далай-лама XIV был вынужден покинуть родину. Вместе с ним в эмиграцию уехали многие ламы. Среди них был и Агван Нима.

### В эмиграции
В 1960 году Кенсур Агван Нима стал преподавать тибетский язык и историю буддизма махаяны в тибетском институте в городе Варанаси на севере Индии.
С 1967 по 1973 год геше лхарамба Агван Нима преподаёт в университете голландского города Лейден, куда он прибыл по приглашению известного тибетолога, профессора Д. С. Рюигга. Голландский период жизни оказался исключительно плодотворными для Агван Нимы: здесь он завершает четырёхтомный труд «Введение в науку для начинающих» и составляет комментарий к текстам, входящих в корпус кодекса дисциплинарных правил Винаи.
С 1973 по 1977 года Кенсур Агван Нима живёт в Швейцарии, где также занимается преподавательской деятельностью.
В 1960 году монастырь Дрепунг (куда входил Гоман дацан) был заново основан в штате Карнатака в южной Индии. В 1977 году Далай-лама XIV назначает Агван Ниму настоятелем Дрепунга. На тот момент Кенсур Агван Нима стал 72-м настоятелем этого монастыря.
Среди его учеников в ту пору был Еше Лодой Ринпоче, который в 1990-х годах стал видным деятелем по возрождению буддизма в Бурятии.
В 1980 году Кенсур Агван Нима оставляет пост наставника по состоянию здоровья. Несмотря на это, он продолжает преподавательскую деятельность в Дрепунге.
Кенсур Агван Нима ушёл из жизни 24 января 1990 года в возрасте 83 лет.

## Труды Кенсура Агван Нимы
- Шеститомный Сумбум (собрание сочинений), изданный в Гоман-дацане в 2003 году.
- «История буддизма».
- «Светильник теории».
- «Переправа через реку Сансары» (автобиография)[4].